# TUBGCP6
TUBGCP6‏ (Tubulin gamma complex associated protein 6) هوَ بروتين يُشَفر بواسطة جين TUBGCP6 في الإنسان.